# 676 هـ
676 هـ هِي سنة في التقويم الهجري امتدت مقابلةً في التقويم الميلادي بين سنتي 1277 و1278.

## أحداث
- يعقوب المريني يحاصر مدينة اشبيلية بعد انتفاضتهم ضد حكمه ثم يصالحونه على الجزية.
- تولية سلطنة مصر المملوكية إلى السعيد ناصر بعد وفاة ابيه السلطان بيبرس.

## وفيات
- المحقق الحلي
- الظاهر بيبرس
- يحيى بن شرف النووي